# Urządzenia pokładowe
Urządzenia pokładowe dzielą się na:

## Urządzenia kotwiczne
Urządzeniem kotwicznym nazywa się wszelkie środki techniczne służące do zakotwiczenia, czyli utrzymania statku w miejscu w czasie postoju na redzie lub, jeśli na to pozwala głębokość na otwartym morzu oraz odkotwiczenia, czyli zejścia z kotwicy.
Urządzenie kotwiczne stanowi jedną z ważniejszych części wyposażenia okrętowego.
W skład urządzenia kotwicznego wchodzą:
- kotwica
- kluza kotwiczna
- łańcuch lub lina kotwiczna
- chwyty łańcuchowe
- winda kotwiczna (kabestan)
- gardziel łańcuchowa (przewłoka)
- komora łańcuchowa
- bojka kotwiczna z bojrepem

Na okrętach znajdują się kotwice główne (etatowe) i pomocnicze (werpy). Służą one do utrzymywania okrętu w określonym miejscu oraz do ściągnięcia go z mielizny. Statki pełnomorskie wyposażone są z reguły w 3 jednakowe kotwice (patentowe). Dwie są gotowe do użycia, trzecia, zapasowa, składowana w dogodnym miejscu. Jednostki przewidziane do kotwiczenia na rzekach mają trzecią kotwice gotową do użycia w kluzie rufowej.
Na okrętach Polskiej Marynarki Wojennej stosuje się kotwice patentowe. Charakteryzują się one tym, że posiadają ruchome łapy umieszczone na wspólnym trzonie. Najczęściej spotykaną kotwica jest kotwica Halla.
Kluza kotwiczna – otwór przechodzący z pokładu do burty, przez który przechodzi łańcuch kotwiczny i trzon kotwicy. Kluza zbudowana jest ze stalowej rury zakończonej u wylotu z jednej strony obramowaniem burtowym a z drugiej pokładowym.
Łańcuch lub lina kotwiczna – służy do połączenia kotwicy ze statkiem. Łańcuch kotwiczny składa się z poszczególnych odcinków, zwanych przęsłami lub fachowo szaklami.  Służą one do rozłączenia łańcucha w razie jego uszkodzenia celem wymiany uszkodzonej części. Każde przęsło ma długość 27,5 metra. Poszczególne przęsła są łączone między sobą ogniwem łącznikowym (łącznikiem Kentera) lub klamrą łącznikową (szeklą). Każde ogniwo Kentera jest oznaczone, tak aby było widać ile jest łańcucha w wodzie.
W Polskiej Marynarce Wojennej, aby określić długość wyluzowanego łańcucha kotwicznego, oznakowuje się go przez założenie opasek z drutu na rozpórki ogniw i maluje się ogniwa co 20 metrów w następujący sposób:
20 m – jedno ogniwo czerwone
40 m – dwa ogniwa czerwone itd.
100 m – pięć ogniw czerwonych
120 m – jedno ogniwo białe
140 m – dwa ogniwa białe itd.
200 m – pięć ogniw białych
220 m – jedno ogniwo czerwone itd.
Na małych okrętach łańcuch oznakowuje się w identyczny sposób, ale co 10 m.: 10 – 50 – ogniwa czerwone, 60 – 100 – ogniwa białe, 110 – 150 – ogniwa czerwone itd.
Na statkach cywilnych stosuje się inne oznakowania. Najpopularniejszy sposób, stosowany na statkach morskich to system włoski, czyli malowanie ogniwa Kentera na kolor czerwony oraz na biało jednego ogniwa przed i za pierwszym kenterem, przed i za drugim ogniwem Kentera maluje się po dwa ogniwa na biało, itd.
- Chwyty łańcuchowe – Zamontowane są między kluzą a windą kotwiczną. Służą do utrzymania wyluzowanego łańcucha po zakotwiczeniu a także utrzymania kotwicy w kluzie podczas przejścia morzem.
- Winda kotwiczna lub kabestan kotwiczny – służy do wyciągania łańcucha z kotwicą, płynnego luzowania łańcucha i naciągania cum. W zależności od osi wału wyróżniamy windy pionowe (kabestany)i poziome.   Obecnie najczęściej stosuje się windy o napędzie elektrycznym lub hydraulicznym.
- Przewłoka (gardziel) -łańcuch kotwiczny z windy kotwicznej przechodzi do komory łańcuchowej przez przewłokę zwaną również gardzielą.
- Komora łańcuchowa – znajduje się na dziobie pod windą i służy do przechowywania łańcucha kotwicznego. Łańcuch powinien być ułożony w żmijkę. Komory obite są deskami w celu tłumienia hałasów łańcucha, natomiast dno komory jest perforowane z instalacją do odprowadzenia wody.
- Bojka kotwiczna – jest to pływak wskazujący miejsce kotwicy na dnie. Bojki przy lewych kotwicach mają kolor czerwony a przy prawych zielony. Bojka połączona jest z kotwicą za pomocą linki zwaną bojrepem.

## Urządzenia cumownicze
Urządzenia cumownicze służą do przymocowania statku do nabrzeża, dalb, beczek cumowniczych lub do innego statku za pomocą lin zwanych cumami oraz do odcumowania (odejścia) od nich.  W skład urządzeń cumowniczych wchodzą:
- Liny cumownicze (cumy) – służą do przymocowania statku do nabrzeża, dalby, lub innego statku. Najczęściej stosowane są cumy z tworzyw sztucznych. Na końcach cum powinny być wykonane oka o długości około jednego metra.

W zależności od tego jak cumy łączą statek z nabrzeżem posiadają swoje nazwy: szpring (dziobowy,rufowy), wzdłużna, prosta. Znajomość nazw poszczególnych cum ma istotne znaczenie podczas wykonywania komend w czasie alarmu manewrowego.
Ważnym elementem prac cumowniczych jest przygotowanie cumy do podania na nabrzeże lub inny statek.
- Kluzy (przewłoki) – znajdują się w falszburtach (odcinek burty wystający ponad pokład) statku. Są to okrągłe lub owalne otwory przez które przechodzą cumy z pokładu na ląd. Otwory te obramowane są kołnierzami chroniącymi cumy przed przetarciem.
- Półkluzy –stosowane są na jednostkach nie posiadających falszburt. Posiadają one różne kształty i budowę. W celu zmniejszenia tarcia cum, niektóre zaopatrzono w rolki.
- Pachołki (polery) – służą do umocowania lin holowniczych i cumowniczych. Rozmieszczone są one zazwyczaj na górnym pokładzie w pobliżu burt na dziobie, rufie i śródokręciu. Polery znajdują się również na nabrzeżu i na nie zakładane są oka cum podanych ze statku. Na małych jednostkach (kutry, motorówki) zamiast pachołków stosuje się knagi.

Zakładanie cum na polery polega na obkładaniu ich ósemkami wokół słupków polerów.
- Kabestany cumowe – służą do wybierania cum. Są to najczęściej windy kotwiczne przystosowane do wybierania cum lub łańcucha kotwicznego. Obecnie najczęściej stosuje się kabestany elektryczne.
- Bębny – służą do nawijania na nie lin i ułatwiają ich luzowanie. Jeżeli na pokładzie nie ma bębnów liny się zwija w "słońca" lub "buchty".
- Rzutki – są to linki długości 30 – 50 m. Zakończone z jednej strony okiem, a z drugiej ciężarkiem (woreczek z piaskiem opleciony po wierzchu). Służą do podawania cum z dalszych odległości, gdy podanie samej cumy jest niemożliwe (najczęściej na większych jednostkach). Wolny koniec rzutki przywiązuje się do cumy, przewleczonej uprzednio przez kluzę. Do podawania cumy na odległość ponad 200 m. stosuje się rzutki rakietowe.
- Odbijacze – mogą to być stare opony, pneumatyczne balony o dużej wytrzymałości, plecionki z liny włókiennej lub sztucznej. Służą one do zamortyzowania uderzeń kadłuba statku o nabrzeże lub inną jednostkę. Odbijacze opuszcza się za burtę na lince włókiennej i utrzymuje w miejscu, w którym statek dotyka burtą do nabrzeża lub innego statku. W czasie rejsu odbijacze znajdują się w specjalnych koszach lub pod pokładem.

## Osprzęt pokładowy i jego przeznaczenie
Osprzętem pokładowym określa się wszystkie przedmioty służące do stałego lub tymczasowego zamocowania elementów konstrukcyjnych przy urządzeniach pokładowych, albo określonych części takielunku okrętowego.
Wśród szerokiej gamy osprzętu pokładowego najczęściej spotykane są:
- Haki -służą do zaczepienia podnoszonych ciężarów oraz mocowania takielunku okrętowego. Każdy hak używany do prac pokładowych na grzbiecie musi mieć 	wybitą cechę oraz dopuszczalne obciążenie robocze (DOR). Na statkach występują następujące rodzaje haków: zwykłe, płaskie, z krętlikiem,  ładunkowe, składane, odrzutne, patentowe (odmiana odrzutnego), zabezpieczone, automatyczne.

Do prac pokładowych nie można używać haków z pęknięciami lub wytartymi uchami i grzbietem, a w przypadku haków krętlikowych – z wypracowanymi szyjkami lub grzbietem.
- Klamry (szekle, szakle) –są najłatwiejszym i najpewniejszym sposobem łączenia  łańcuchów, lin a także różnych elementów osprzętu pokładowego. Klamry wykonane są przeważnie ze stali. Na grzbiecie powinny mieć wytłoczone DOR.
- Skoble – są to stalowe ogniwa przyspawane na stałe do pokładu lub nadbudówek. Służą do mocowania stałego takielunku, bloków urządzeń ładunkowych, przenośnych chwytów łańcuchowych, itp. celów.
- Pierścienie – to okrągłe ogniwa, wykonane ze stalowego lub żelaznego ocynkowanego pręta. Służą do mocowania cum, lin, łańcuchów, bloków do różnych uchwytów na pokładzie statku lub na nabrzeżu. Zakładając hak na skobel lub pierścień należy pamiętać, żeby dziób haka był zwrócony ku górze. Hak założony nieprawidłowo może się odhaczyć.
- Chomątka (kausze) są to owalne, okrągłe lub trójkątne pierścienie metalowe, mające na zewnętrznej powierzchni wgłębienie służące do ułożenia liny. Zapobiegają przecieraniu się liny na zgięciach. Służą również do łatwiejszego łączenia lin klamrami.
- Ściągacze służą do naprężania i luzowania olinowania stałego. Składają się z nagwintowanych sworzni, zakończonych uchami, hakami lub widełkami oraz tulei z umieszczonym wewnątrz gwintem, w które wkręca się sworznie. Sworznie mają lewy i prawy gwint, wskutek czego obracanie ich powoduje jednoczesne zbliżanie lub oddalanie się obu zakończeń sworznia.
- Knagi – służą do obkładania i mocowania wolnych końców lin włókiennych

i flaglinek.
- Krętliki – zapobiegają skręcaniu się lin i łańcuchów. Krętlik  składa się z ogniwa i skobla ze sworzniem zakończonym główką.

- Bloki – używa się do podnoszenia ciężarów przy jednoczesnej zmianie kierunku ciągu oraz zyskania na sile. Bloki mogą być wykonane z drewna lub z metalu.

- Talie – Jest to system dwóch bloków wielokrążkowych przez który przeciągnięty jest w odpowiedni sposób ciąg stalowy lub włókienny. Przy zastosowaniu talii zmniejszamy siłę potrzebną do podniesienia ciężaru.

## Urządzenia ubezpieczające
W skład urządzeń ubezpieczających wchodzą:
- Relingi – na jednostkach, które nie mają falszburty instaluje się relingi, tworzące ogrodzenie otwartych pokładów i nadbudówek. Relingi składają się z metalowych stojaków ustawionych wzdłuż burt połączonych rurkami, łańcuszkami lub linami stalowymi naciągniętymi ściągaczami. W niektórych miejscach stojaki mogą być kładzione lub wyjmowane.

- Sztormliny – w czasie pogody sztormowej wzdłuż górnego pokładu naciąga się liny sztormowe tzw. sztormliny zwane też relingami sztormowymi. Służą one załodze do przytrzymywania się podczas chodzenia po pokładzie.

- Stołek bosmański – wykorzystywany jest podczas prac przy maszcie i olinowaniu stałym. Stołek zamocowany do liny może być podnoszony i opuszczany na dowolną wysokość. Marynarza znajdującego się na stołku przywiązuje się osobną liną, którą należy podnosić (opuszczać) wraz ze stołkiem bosmańskim.

- Ławka bosmańska –  używana jest przy pracach zaburtowych. Ławki bosmańskie są mocowane do relingów za pomocą lin. Marynarze pracujący na ławkach powinni posiadać pasy ratunkowe. Wyznaczona osoba, do której należy mocowanie lin bezpieczeństwa i lin podtrzymujących stołki i ławki bosmańskie, zobowiązana jest także do ciągłej obserwacji pracujących na stołkach i ławkach bosmańskich.